# Półwieś (Petite-Pologne)
Pour les articles homonymes, voir Półwieś.
Półwieś est une localité polonaise de la gmina de Spytkowice, située dans le powiat de Wadowice en voïvodie de Petite-Pologne.